# Деревня Учхоза сельхозтехникума
Дере́вня Учхо́за сельхозте́хникума (баш. Сельхозтехникум учхозы) — деревня в Кушнаренковском районе Республики Башкортостан Российской Федерации. Входит в состав Кушнаренковского сельсовета.

## География

### Географическое положение
Расстояние до:
- районного центра (Кушнаренково): 6 км,
- центра сельсовета (Кушнаренково): 6 км,
- ближайшей ж/д станции (Уфа): 54 км.

## Население
| 2002 | 2009 | 2010 |
| ---- | ---- | ---- |
| 48   | ↘38  | ↘36  |

### Национальный состав
Согласно переписи 2002 года, преобладающие национальности — башкиры (58 %), русские (42 %).